# Сах
Сах — в релігії стародавніх єгиптян — містичний термін для мумії людини. Сах разом з ба і шу становили тріаду. Сах — це іпостась людини, що пройшла через ланцюжок священних похоронних обрядів.
Вираженням сах був один з чотирьох синів бога Гора — Кебексенуф. Кебексенуфа єгиптяни зображували з головою сокола на посудині, де зберігалися кишки померлого.